# Clarice Lispector

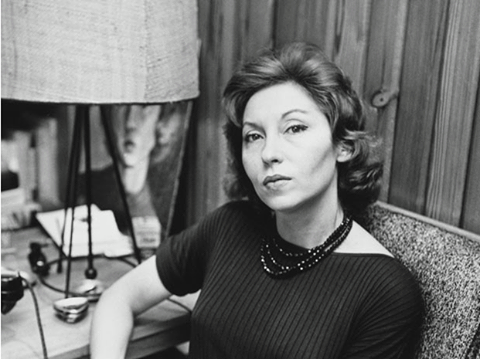
(1920-1977) "Clarice Lispector"

Clarice Lispector (n. 10 decembrie 1920, Cecelnîk, Q20096639⁠(d), Regiunea Vinița, Ucraina – d. 9 decembrie 1977, Rio de Janeiro, Rio de Janeiro, Brazilia) s-a născut în Ucraina, într-o familie evreiască. La doar câteva luni de la naștere, părinții săi au fugit din calea pogromurilor și au emigrat în Brazilia, împreună cu cele trei fiice ale familiei. Clarice Lispector este considerată una dintre cele mai importante figuri ale literaturii braziliene⁠(d) și latino-americane. Cunoscută pentru stilul său literar inovator și pentru explorarea profundă a condiției umane, Lispector a devenit o emblemă a modernismului literar, fiind adesea comparată cu Virginia Woolf și James Joyce.

## Biografie

### Viața timpurie și imigrarea în Brazilia
Clarice Lispector s-a născut pe 10 decembrie 1920 în Tchetchelnik, Ucraina, într-o familie evreiască. Părinții săi, Marieta (1889–1930) și Pedro (Pinkhas) Lispector (1885–1940), au fugit de pogromuri împreună cu cele două fiice mai mari, Elisa și Tânia. În 1921, familia a ajuns în nord-estul Braziliei, când Clarice avea doar două luni.
În 1925, familia s-a mutat la Recife, un oraș important de pe coasta nord-estică a Braziliei. În 1930, mama sa, Marieta, a murit, iar în 1933 Pedro Lispector și cele trei fiice s-au stabilit la Rio de Janeiro. Pedro Lispector, un om pasionat de lectură și cultură, a fost un susținător fervent al educației fiicelor sale. Deși limba vorbită în casă era idiș, Clarice a crescut vorbind exclusiv portugheza braziliană.
Clarice a urmat școala evreo-idiș-braziliană din Recife între 1930 și 1931, remarcându-se prin rezultate excelente. În 1943, a devenit cetățean brazilian naturalizat.

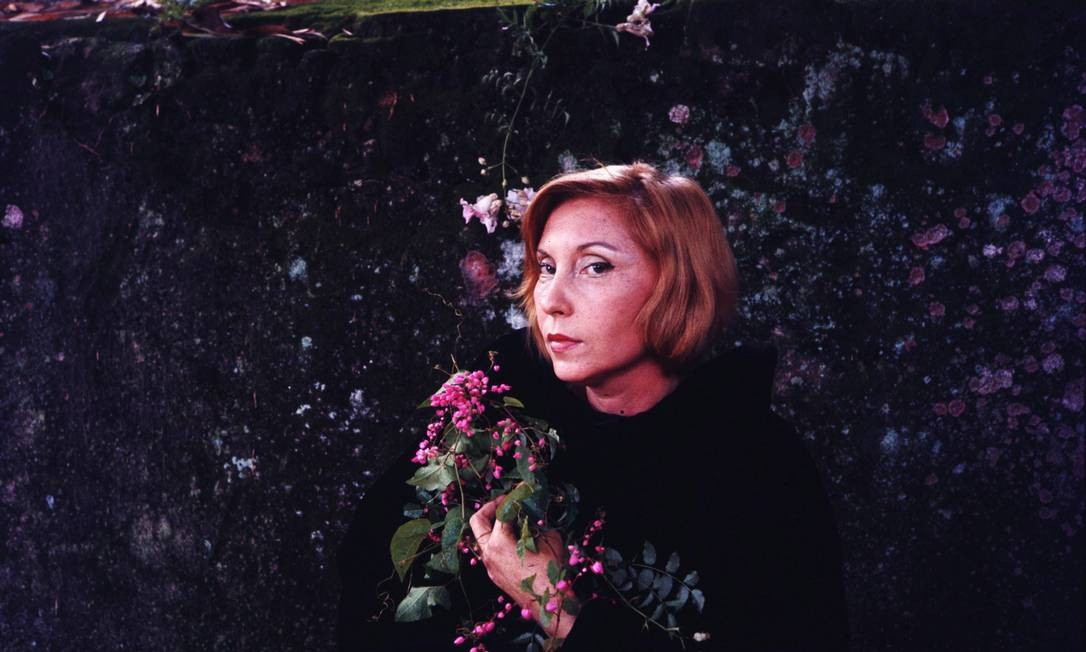
Clarice Lispector por Maureen Bisilliat em agosto de 1969. Acervo IMS

### Copilăria și primii ani de formare
Copilăria lui Clarice Lispector a fost marcată de sărăcie și suferință. La vârsta de 10 ani, și-a pierdut mama din cauza unei boli necunoscute, iar tatăl său s-a străduit să își întrețină familia, mutând-o mai întâi în orașul de coastă Recife și apoi, în 1935, la Rio de Janeiro.
Încă din copilărie, Clarice a început să scrie povestiri, dar încercările ei timpurii au fost respinse de pagina pentru copii a principalului ziar din Recife. Mai târziu, într-o rubrică, ea a reflectat asupra acestor începuturi, menționând că era mai interesată de "senzație" decât de intrigă, una dintre povestirile sale fiind "o poveste care nu se termina niciodată."
Ca adolescentă, a fost profund impresionată de operele lui Dostoievski, Hermann Hesse și ale modernistului brazilian Monteiro Lobato. În timpul facultății, unde a fost admisă la Școala de Drept a Universității Braziliei după ce a obținut locul al patrulea la examenul național, a descoperit lucrările filosofului mistic evreu Baruch Spinoza, care i-au influențat profund gândirea pe parcursul întregii vieți.
Prima povestire publicată a lui Clarice, "O Triunfo" ("Triumful"), a apărut în revista Pan în 1940, același an în care tatăl său a murit din cauza complicațiilor unei intervenții chirurgicale de rutină la vezica biliară. Această pierdere, alături de dificultățile financiare ale familiei, au marcat profund personalitatea și opera scriitoarei, alimentând sensibilitatea și introspecția caracteristice prozei sale.

### Educație și începuturi literare
În 1939, Lispector a fost admisă la Facultatea Națională de Drept din Rio de Janeiro, unde a studiat drept penal între 1940 și 1943. În această perioadă, a lucrat ca redactor și jurnalist pentru diverse ziare. Primul său roman, Aproape de inima vijelioasă a lumii (Perto do Coração Selvagem), a fost publicat în 1943 și a primit Premiul Național Graça Aranha, fiind apreciat de critici pentru originalitatea sa stilistică.

## Opera literară

### Debutul literar al lui Clarice Lispector
Clarice Lispector a publicat primul său roman, Aproape de inima vijelioasă a lumii (Perto do Coração Selvagem), la vârsta de 19 ani. Această realizare remarcabilă a venit după o copilărie și o adolescență în care Lispector și-a dedicat timpul scrierii de povestiri și piese de teatru scurte, lucrări care nu au fost publicate vreodată.
Procesul de creație al romanului s-a desfășurat în paralel cu angajarea la ziarul A Noite din Rio de Janeiro, unde a fost una dintre primele femei care au lucrat într-o publicație de prestigiu din Brazilia. Această experiență profesională timpurie a reprezentat un punct de referință în cariera sa, subliniind rolul pe care scrisul său avea să-l joace în influențarea literaturii feministe.
Romanul, apreciat pentru originalitatea și profunzimea sa, a marcat începutul unei cariere literare excepționale, consolidându-i reputația de figură inovatoare în literatura braziliană și internațională.

### Opera literară
Clarice Lispector a fost o scriitoare prolifică, publicând șase romane, șapte colecții de povestiri și patru cărți pentru copii. Printre cele mai importante lucrări se numără:
- Patimile după G.H. (A Paixão Segundo G.H., 1964).
- O ucenicie sau Cartea plăcerilor (Uma Aprendizagem ou O Livro dos Prazeres, 1969).
- Apa vie (Água viva (1973).
- Ora stelei (A Hora da Estrela, 1977), publicată cu puțin timp înainte de moartea sa.

În paralel cu activitatea literară, Lispector a scris și cronici pentru ziare, inclusiv pentru O Jornal do Brasil, între 1967 și 1973. Aceste texte, adesea autobiografice, au fost reunite postum în volumul Descoperind lumea (A Descoberta do Mundo).

##### Patimile după G.H. (1964)

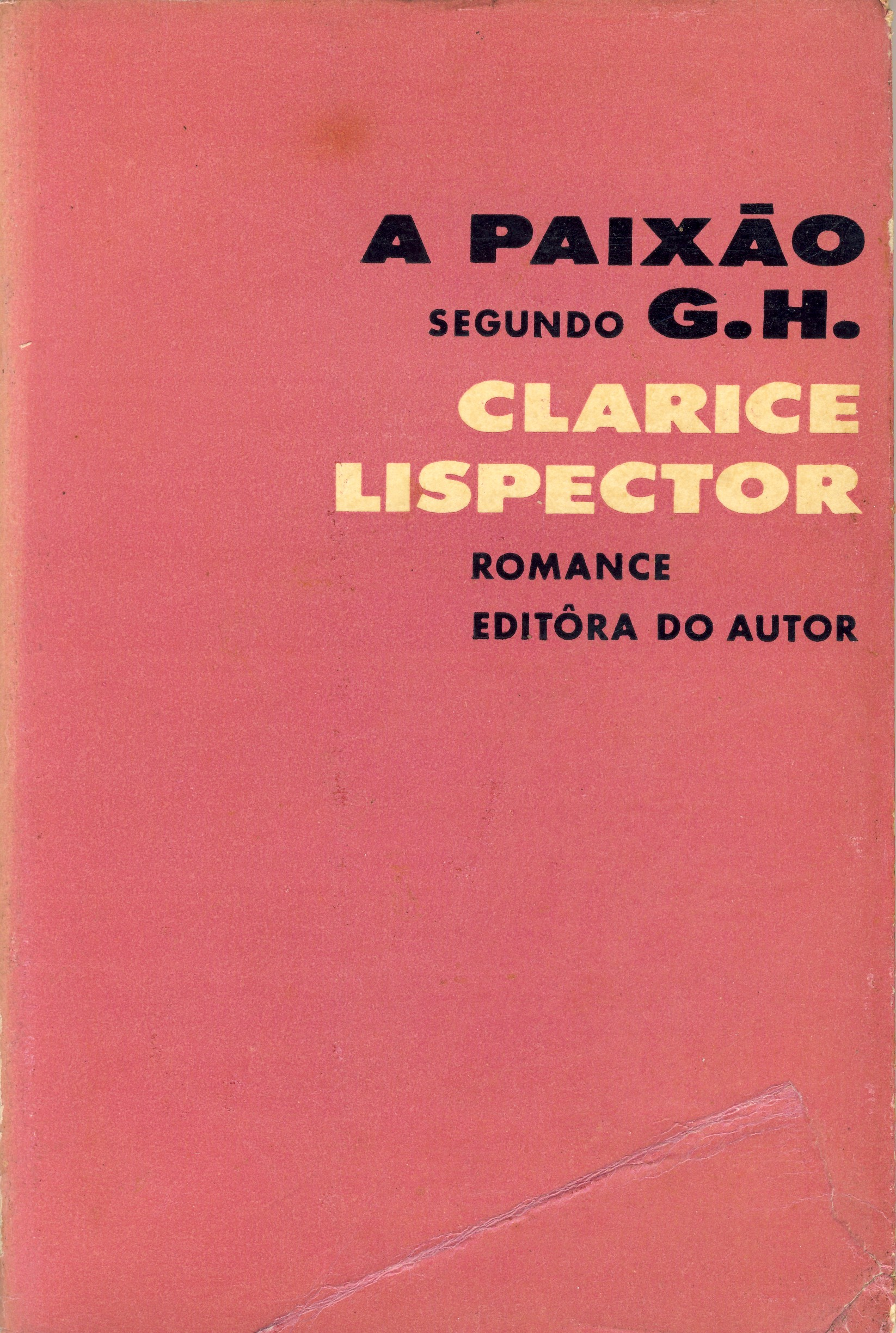
PAIXÃO

Romanul Patimile după G.H. (A Paixão segundo G.H.), publicat în 1964, este una dintre cele mai uluitoare opere ale scriitoarei braziliene Clarice Lispector. Acest text remarcabil îmbină accente confesive cu meditații filozofice profunde și cu o viziune pe care unii critici o consideră mistică. Lispector însăși a descris acest roman ca fiind „creația care corespunde cel mai bine cerințelor estetice ale unui scriitor adevărat”. 
Critica literară s-a divizat în interpretarea acestei opere. O parte a considerat-o o creație ermetică, accesibilă doar inițiaților, în timp ce alta a văzut în ea un text ezoteric menit să adâncească, mai degrabă decât să clarifice, misterele existenței umane. Beneficiind de narațiunea la persoana întâi și de tehnica fluxului conștiinței, pe care Lispector o stăpânise deja cu măiestrie în romanul său de debut, Aproape de inima vijelioasă a lumii (Perto do Coração Selvagem, 1943), Patimile după G.H. abordează teme fundamentale ale operei sale: natura timpului, esența limbajului, imposibilitatea comunicării și relația ființei umane cu divinitatea.
Spre deosebire de creațiile sale anterioare, pretextul narativ al acestui roman este extrem de simplu, aproape banal, la fel ca linia întâmplărilor – dacă se poate vorbi cu adevărat despre o succesiune de evenimente în această carte. Această simplitate aparentă contrazice însă complexitatea ideatică a romanului, care continuă să fascineze cititorii și exegeții deopotrivă, confirmând statutul lui Lispector ca una dintre cele mai profunde și inovatoare scriitoare ale literaturii secolului XX.

## Moștenire și recunoaștere
Clarice Lispector este recunoscută pentru originalitatea sa literară, stilul inovator și analiza profundă a psihologiei umane. Deși opera sa include puține referințe directe la moștenirea sa evreiască, sensibilitatea evreiască este prezentă în mod subtil în temele și metaforele sale.

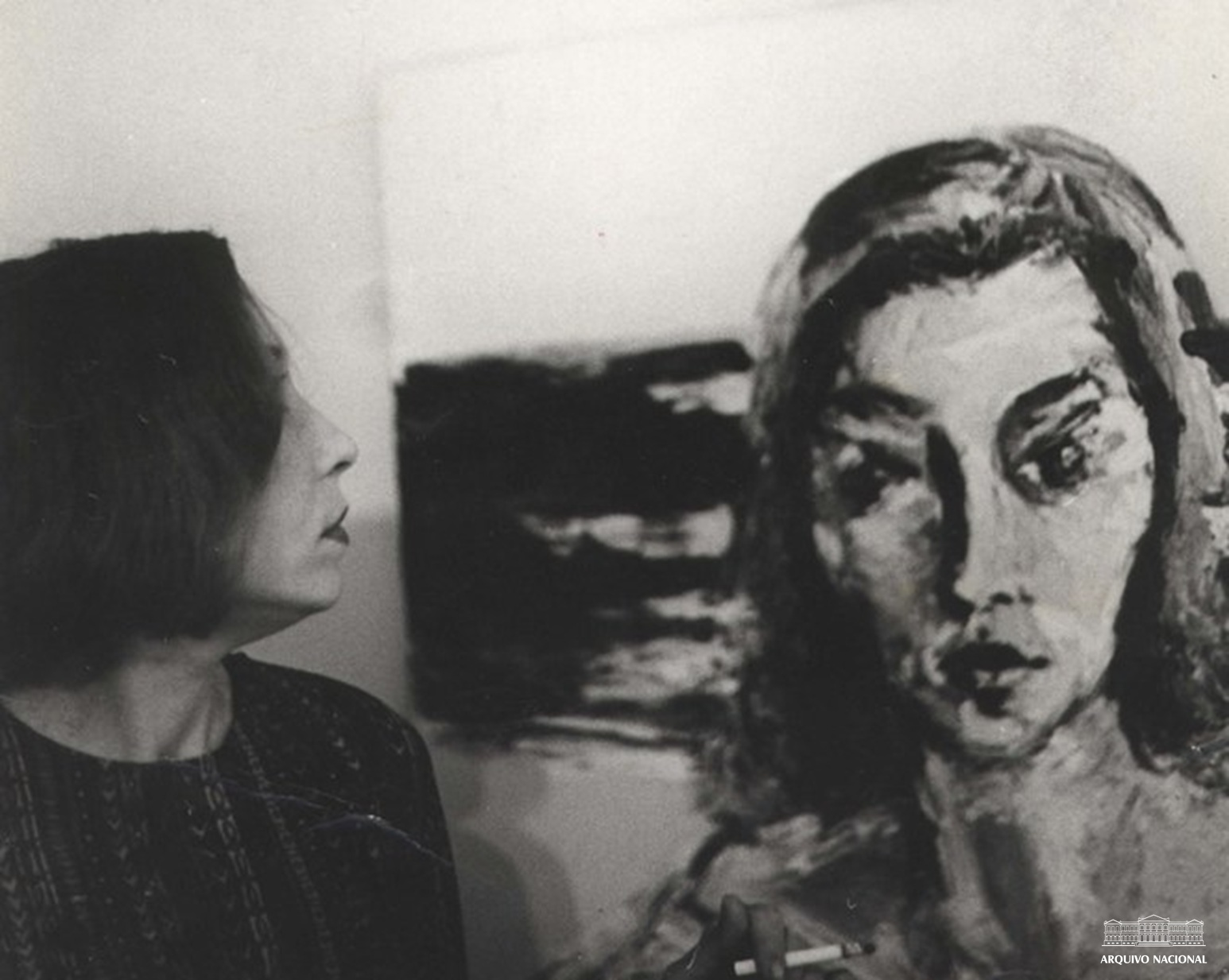
(1968) - Clarice Lispector

Clarice Lispector și personajele sale — femei „pe punctul de a atinge exaltarea, măreția, dizolvarea, extazul spiritual,” după cum a observat traducătoarea Katrina Dodson într-un eseu din 2018 publicat în The Believer — și-au câștigat locul în canonul literar latino-american al secolului XX, continuând să fascineze noi generații de cititori.
Ceea ce atrage cititorii către opera ei rămâne adesea în centrul întrebării: Cine este Clarice Lispector? Această întrebare, la fel de enigmatică precum operele ei, rezonează cu introspecția profundă și explorarea condiției umane care definesc proza sa. Personajele sale feminine, adesea aflate într-o stare de criză existențială sau iluminare spirituală, oglindesc nu doar tumultul interior al autoarei, ci și complexitatea și bogăția emoțională a experienței umane.
Cu o abordare narativă care îmbină lirismul, fluxul conștiinței și o profundă investigație filozofică, Lispector a devenit o figură centrală în literatura modernistă, influențând scriitori și cititori din întreaga lume. 
Ultimul său roman, Ora stelei, explorează teme precum sărăcia și marginalizarea socială, fiind considerat o capodoperă a literaturii braziliene. Lispector a murit pe 9 decembrie 1977, cu o zi înainte de a împlini 57 de ani, lăsând în urmă o moștenire literară care continuă să inspire cititorii din întreaga lume.

## Opere traduse în limba română
- Fericire Clandestină (proză scurtă 1971-1977), 2022[22].
- Cea mai mică femeie din lume (1940-1964), 2021[23].
- O suflare de viață, 2019[24].
- Apa Vie. Ora Stelei, 2016[25].
- Patimile după G.H, 2015[26].
- Aproape de inima vijelioasă a lumii, 2014[27].